# La Presse canadienne

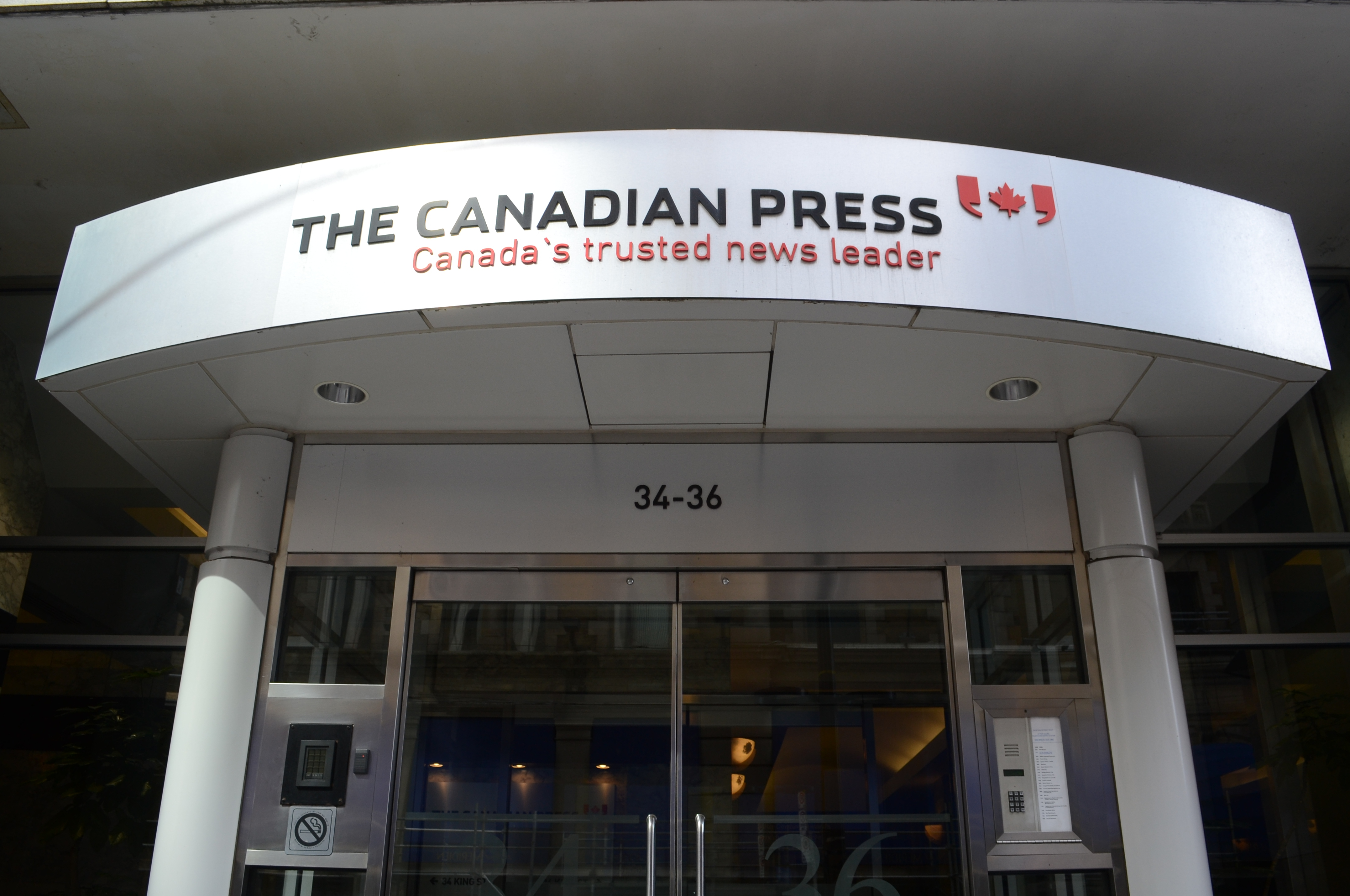
36 est, rue King, Downtown, Toronto. ON M5C 2L9.

La Presse canadienne (PC, typographié La Presse Canadienne par l'organisation ; en anglais : The Canadian Press, CP) est une agence de presse canadienne bilingue fondée en 1917 par un acte du Parlement du Canada pour permettre aux journaux canadiens d'échanger de l'information sur l'actualité. En raison de sa structure coopérative, la plupart des sociétés canadiennes dans les médias en sont membres. En conséquence, en 2008, elle est la plus grande agence de presse de propriété canadienne.

## Histoire
La Presse canadienne a pris la succession de la Canadian Associated Press, qui avait été fondée en 1903. Au départ, la Presse canadienne était un réseau de distribution qui facilitait la circulation des journaux. Lors de la Première Guerre mondiale, le comité éditorial se rencontre pour la première fois dans le but de renseigner le public canadien sur l'effort de guerre des soldats canadiens outre-mer.
Avec l'arrivée de la radio et de la télévision, qui crée une concurrence, en particulier des radios installées aux États-Unis, La Presse canadienne créé une filiale appelée Nouvelles télé-radio et Broadcast News pour rédiger des textes spécifiquement destinés aux animateurs de radio et de télévision et pour produire des extraits sonores et vidéos.
La PC doit alors devenir plus qu'un simple lieu d'échanges, En 1923 elle se transforme en une coopérative d'information nationale sans but lucratif mais assure la collecte et la diffusion effective de nouvelles auprès de ses membres, qui regroupent l'ensemble des journaux canadiens, sur le modèle de la Press Association britannique.
Cette décision s'effectue sous la menace de dénonciation du traité quadripartite des agences de presse, qui se produit quatre ans plus tard : l'accord du 26 août 1927 sur l'information ouvre à l'Associated Press le Canada et l'Amérique latine. Cet accord ouvre aussi à l'Agence Havas le Canada, autrefois territoire réservé à Reuters
Il faudra cependant attendre 1951 pour que la Presse canadienne diffuse un service d'information francophone, mutualisant les informations collectées sur tout le territoire canadien, sur le modèle de la Press Association britannique, devenue propriétaire de Reuters dès 1925. Auparavant, les dirigeants anglophones du Canada étaient peu enclins à encourager la francophonie. Depuis 1951, la PC opère dans les deux langues officielles du Canada : l'anglais et le français.
Autorisée en 1927, l'agence Havas n'a pas relevé le défi dans les années 1930, la Grande Dépression ayant laminé ses recettes dans la publicité, vache à lait de l'agence française. Elle est parvenue à signer un contrat en 1930 avec le quotidien La Presse, fondé en 1884, le premier pour elle au Québec. L'histoire de l'agence France-Press, issue de Havas, verra au contraire de nombreuses coopérations entre les deux agences de 1944 à 2011.

## Description
La Presse canadienne a des bureaux à travers le Canada et à Washington. Elle a également un service photographique qui publie plusieurs centaines de photographies chaque jour qui paraissent dans les journaux, dans les magazines, dans les livres et en ligne.
L'agence emploie 300 journalistes, qui couvrent les événements nationaux et internationaux.
Les nouvelles de l'Associated Press et de l'Associated Press Television News sont également distribuées par le biais de la PC. En retour, l'Associated Press transmet les nouvelles canadiennes de la PC aux États-Unis.
La PC est une coopérative privée gérée et opérée par ses journaux membres. En plus de l'actualité et de l'information, la PC publie également un guide de style pour les journalistes appelé CP Style, qui a longtemps été un hybride des conventions journalistiques britanniques et américaines mais s'est dernièrement rapproché des formes britanniques.
Les sociétaires propriétaires de la PC, sont :
- La Presse
- The Globe and Mail
- Torstar

Les journaux du groupe Québécor se sont désabonnés de la PC pour créer l'agence QMI.